# 里佩塔街
41°54′26.02″N 12°28′33.00″E / 41.9072278°N 12.4758333°E

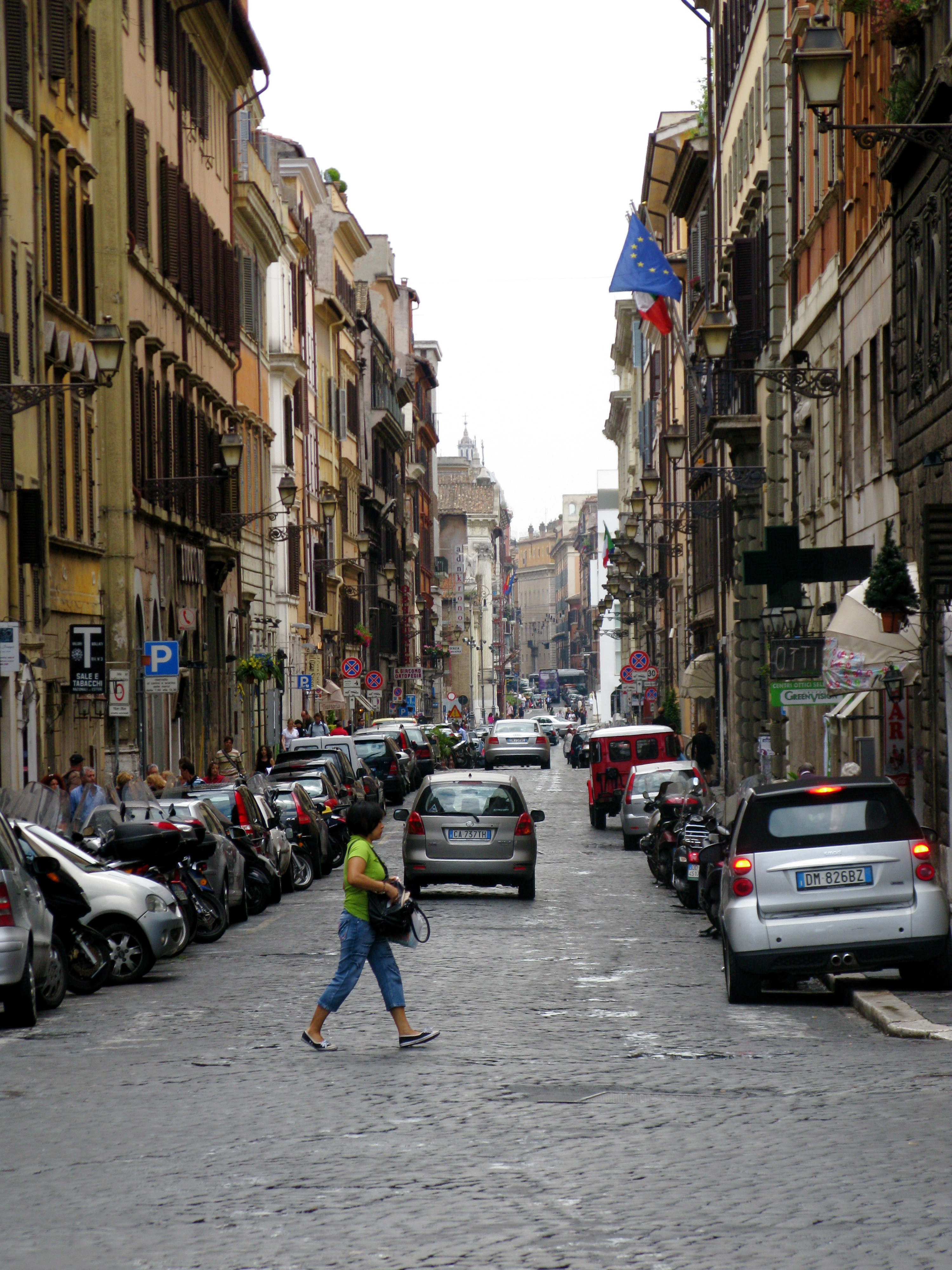
里佩塔街

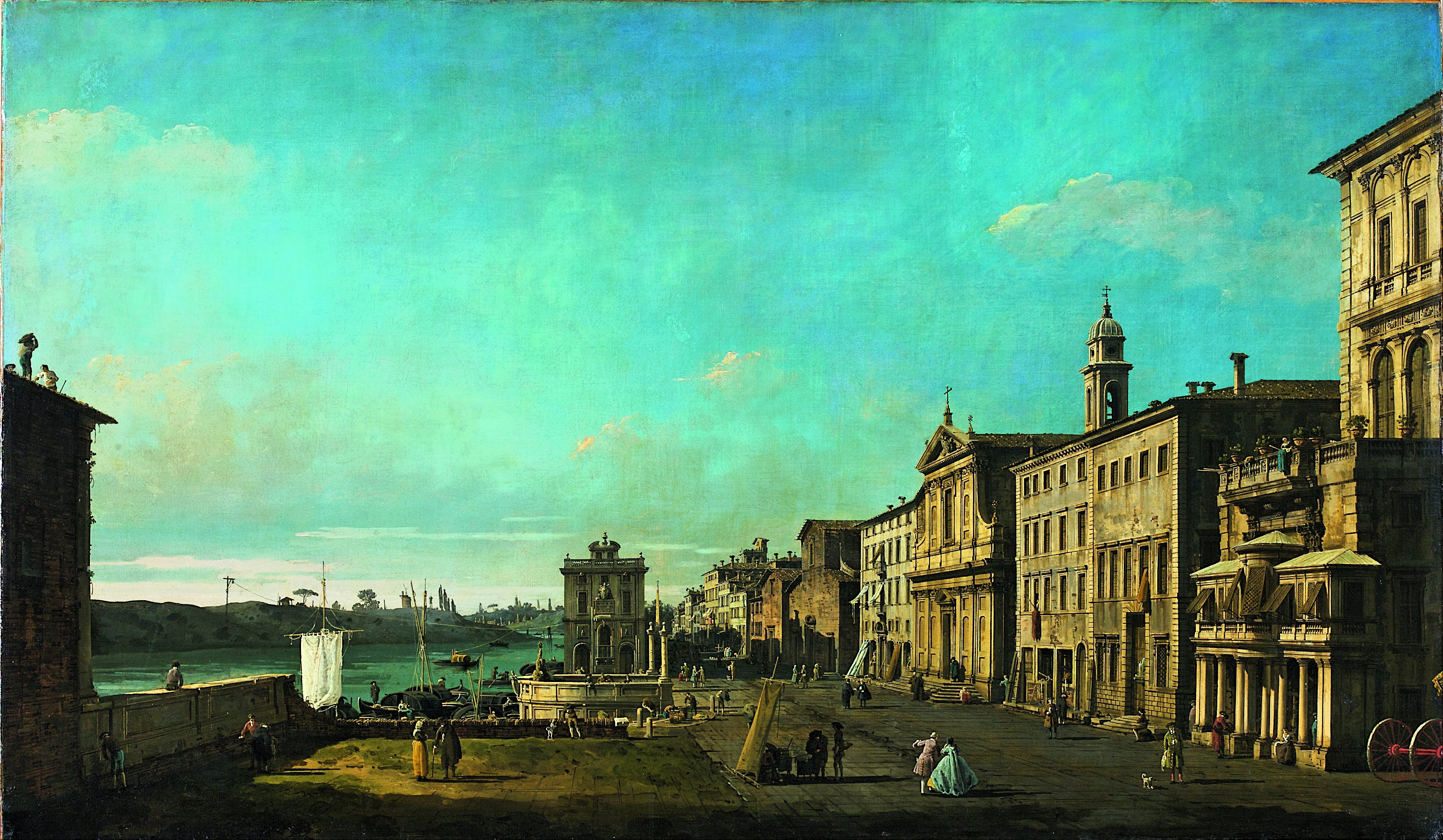
里佩塔街 (18世纪)

里佩塔街（Via di Ripetta或Via Ripetta）是意大利罗马历史中心的一条街道，位于战神广场区, 北到人民广场，南到万神殿附近的圣依华堂，属于三叉戟（Tridente）地区。

## 历史
街道显示了非常古老的起源：实际上它可追溯到公元前1世纪。16世纪初，利奥十世改造了这条街,命名为利奥街（Via Leonina）。1704年开辟里佩塔门时，这条街也改名为里佩塔街。里佩塔意为小河岸。

## 主要景点
沿着这条街从人民广场走到奥古斯都大帝广场，奥古斯都陵墓废墟所在地，能看到以下历史建筑：
- Palazzo Capponi della Palma（16世纪）
- 圣帕斯夸莱音乐学院（17世纪）
- 奥古斯塔圣雅各教堂（16世纪）
- 圣玛利亚教堂（16世纪）
- 罗马美术学院（Accademia di Belle Arti di Roma）（19世纪）
- 里佩塔中学（19世纪）

## 名人
- 尼古拉·普桑
- 李斯特·费伦茨
- 艾尔莎·莫兰黛[2]